# Sture Ericsson
Sture Henrik Ericsson (-Ewréus) (Örebro, 1898. január 15. – Helsingborg, 1945. szeptember 30.) olimpiai bajnok svéd tornász.
Az 1920. évi nyári olimpiai játékokon indult tornában és a svéd rendszerű csapat összetettben aranyérmes lett.
Klubcsapata a Stockholms GF volt.